# Václav Antoš (plavec)
Václav Antoš (19. ledna 1905 Praha – 23. ledna 1978 Praha) byl český a československý sportovní plavec, účastník olympijských her 1924 a 1928.
Narodil se v Praze na Starém Městě v bytě v Maiselově ulici. V 5 letech se s rodinou přestěhoval na periferii Prahy do Podolí. Veškerý volný čas trávil na plovárně v Žlutých lázních. Učil se dlaždičem v Biskupcově ulici u mistra Matěje Vejrostka. V zimních měsících pracoval jako pomocný stavební dělník a v pekárně ve Skořepce. Při této práci (přirozená posilovna) zesílil vršek těla a své pověstné fyzické kondici využíval při vlastním, svébytném stylu připomínajícím kraul. Trénoval distančně ve Vltavě úseky mezi Podolím a Chuchlí, a přes vltavský břeh tam a zpátky.
Závodnímu plavání se věnoval od roku 1920 v klubu SK Podolí pod dohledem Františka Rebce. Jeho prvním vzorem byl brněnský plavec Rudolf Piowaty a jeho největším rivalem vyšehradský plavec Alois Hrášek. Na československé sportovní scéně se začal prosazovat od roku 1922. V srpnu deník Národní listy psal: "Pozoruhodný plavec Antoš, který úplně bez stylu se drží několik metrů za Rudolfem Piowatym. Antoš bude-li mu věnována pozornost, bude výborný plavec. V roce 1923 se jeho domovský klub dostal do finančních potíží a na podzim přestoupil do prestižního pražského klubu ČPK Praha, se kterým se již v létě účastnil mezinárodních závodu v italském Terstu a Pavii.
V roce 1924 startoval na olympijských hrách v Paříži. Na 400 m volný způsob zaznamenal dílčí úspěch postupem z rozplaveb do semifinále. Na 1500 m volný způsob z rozplaveb nepostoupil. Se štafetou na 4×200 m postoupil na čas ze třetího místa v rozplavbách do semifinále, do kterého však československá štafeta nenastoupila.
V srpnu 1926 startoval na premiérovém mistrovství Evropy v plavání v maďarské Budapešti. Na 400 m volný způsob postoupil rozplaveb do finále, kde obsadil konečné 6. místo. Na 1500 m nepostoupil z rozplaveb. V roce 1927 narukoval na vojnu – sloužil jako plavčík na vojenské plovárně pod Strakovkou. Koncem srpna startoval na mistrovství Evropy v italské Bologni a na 400 m volný způsob získal první bronzovou medaili z mistrovství Evropy pro československé plavání. Na 1500 m volný způsob obsadil těsně 4. místo.
V roce 1928 startoval na olympijských hrách v Amsterdamu jako jediný československý plavec. Olympijské závody se mu však nepovedly. Na 400 m volný způsob a 1500 m volný způsob zůstal daleko za postupem z rozplaveb do semifinále.
Jako člen ČPK Praha pracovně povýšil, dostal se z ulice do budovy jako zřízence v České komerční bance. Po práci si přivydělával jako instruktor plavání v bazénu v Klimentské ulici. K jeho známějším klientům patřil Vlasta Burian, který ho zlanařil v roce 1929 k přestupu z ČPK Praha do Sparty Prahy. S přestupem do Sparty dostal lépe placenou práci u Dopravních podniků ve vozovně Pankrác. Pracoval na nočních směnách od 22 h do 6 h ranní a kvůli časovému vytížení musel záhy sportovní kariéry zanechat.
Ve třicátých letech dvacátého století vstoupil v době začínající hospodářské krize do komunistické strany a po roce 1932 do dělnické tělocvičné jednoty FDTJ. V období okupace Československa byl za odbojářskou činnost vězněn – šíření letáků a tiskovin. Po druhé světové válce se k plavání vrátil jako trenér. V roce 1954 prodělal krátce po sobě dva infarkty a musel odejít do předčasného důchodu.
K trenérské práci dětí se vrátil v šedesátých letech dvacátého století. Učil plavat děti v oddíle TJ Slavia VŠ Praha v budově UV ČSTV v ulici na Poříčí. Jeho životní příběh se stal aktuální po roce 1968, kdy existoval vládní zájem poukázat na situace z českého prostředí let třicátých a čtyřicátých.
V roce 1971 si v rozhovoru stěžoval, že voda ve které učí děti plavat je příliš studená tzv. že učí děti plavat pro otužilce Lišku z Hostivaře – děti podle něho se měly učit plavat v teplejší vodě aby neprochladly, protože na rozdíl od dospělejších dětí a dospělých ještě dlouze neplavou aby se zahřáli. V rozhovoru z roku 1975 se svěřil, že by se radši narodil ve třicátých letech dvacátého století. Závodit v padesátých letech pod dohledem školených trenérů plavání by ho zbavilo mindráků, sebepodceňování před těmi druhými, majetnějšími — závodil za ČPK Praha, který byl brán jako klub lepších lidí, lidí z lepší společnosti. K plavecké reprezentaci z poloviny sedmdesátých let řekl, že "já venku nesměl nikdy zklamat" a vždycky dosahoval lepších výkonů (časů) než doma. Nemohl totiž pochopit jak je možné, že při podmínkách, které plavci mají, nemají prakticky žádné mezinárodní výsledky.
V roce 1974 onemocněl infekční žloutenkou, jejíž následky si nesl do konce svého života. Zemřel v roce 1978 krátce po svých 73. narozeninách.

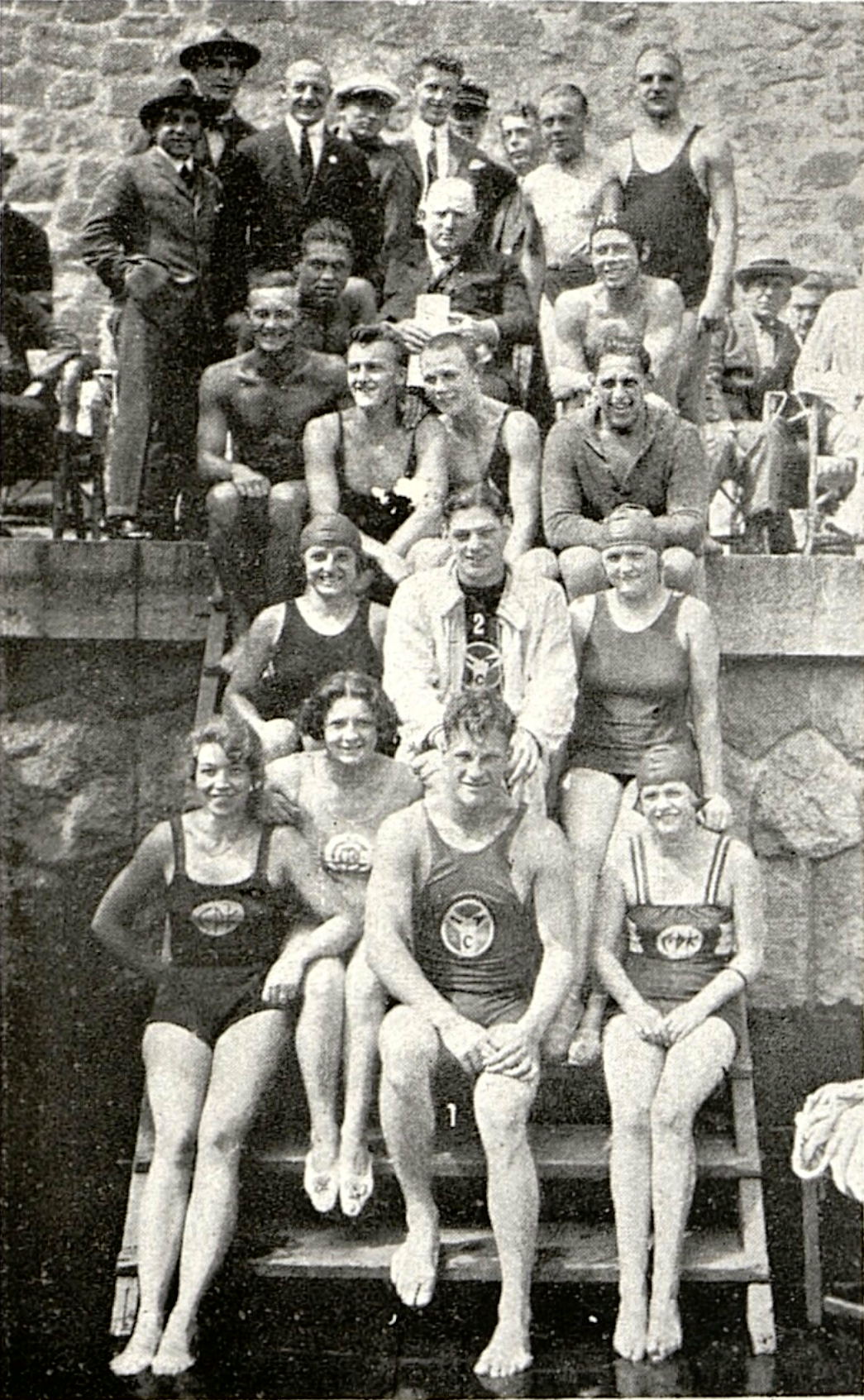
Václav Antoš v roce 1924 na společné fotografii s olympijským vítězem Johnny Weissmüllerem, vedle Antoše jeho sportovní rival Alois Hrášek (třetí řada)
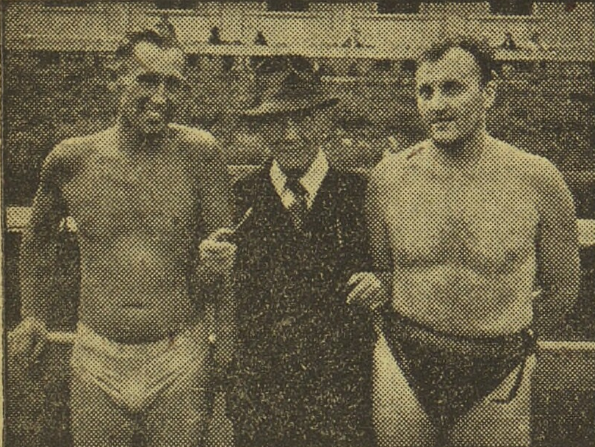
Alois Hrášek a Václav Antoš na závodech v roce 1946
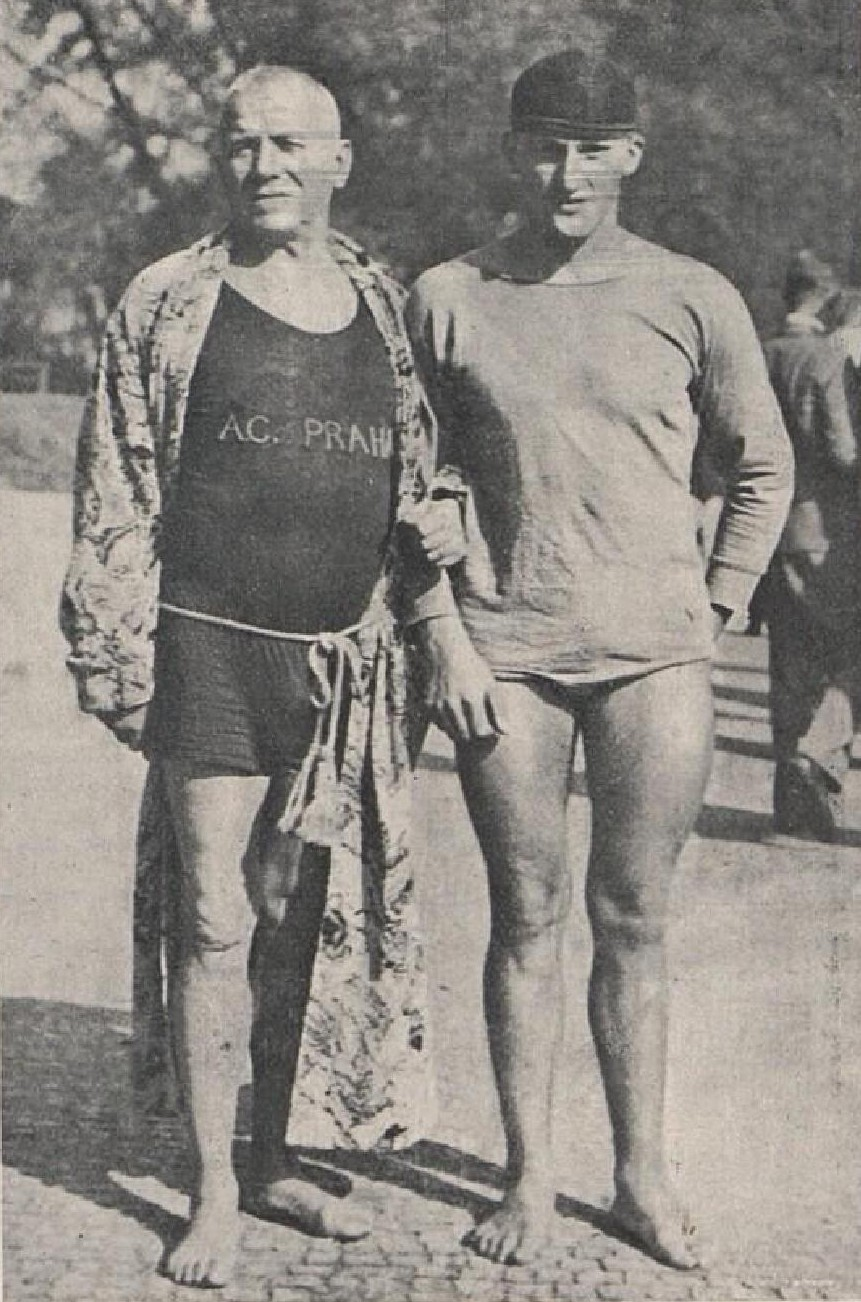
Václav Antoš s legendou českého plavectví Alfredem Nikodémem v roce 1928
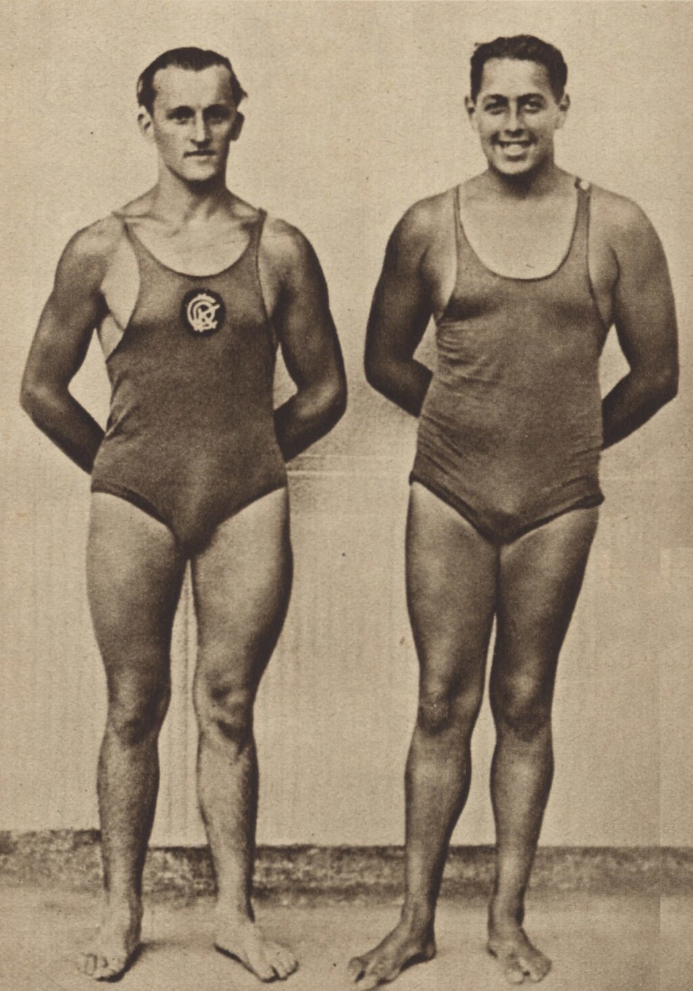
Václav Antoš a Jiří Reitman, dvě opory ČPK Praha v roce 1927